# Nana, Tom, Vinicius
Nana, Tom, Vinicius é um álbum da cantora brasileira Nana Caymmi lançado no ano de 2020 pela gravadora SESC-SP. No disco, Nana interpreta o cancioneiro dos músicos Tom Jobim e Vinicius de Moraes.

## Álbum
Lançado no ano de 2020, nas plataformas digitais de música e em CD, pelo SESC-SP, o álbum conta com a cantora Nana Caymmi interpretando canções de Vinicius de Moraes e Tom Jobim. Nana contou com a participação dos músicos Dori Caymmi, Jorge Helder, Jurim Moreira, Itamar Assiere, Daniel Allain e Teco Cardoso.
Em entrevista ao jornal O Estado de S. Paulo, Nana lamentou o fato do disco não ter gerado uma turnê, devido aos efeitos da Pandemia de COVID-19 no Brasil.

### Faixas
| N.º            | Título                          | Compositor(es)                | Duração |  |
| 1.             | "Eu Sei que Vou Te Amar"        | Vinicius de Moraes, Tom Jobim | 3:45    |  |
| 2.             | "Sem você"                      | Vinicius de Moraes, Tom Jobim | 4:37    |  |
| 3.             | "Luciana"                       | Vinicius de Moraes, Tom Jobim | 2:00    |  |
| 4.             | "As praias desertas"            | Tom Jobim                     | 3:52    |  |
| 5.             | "Janelas abertas"               | Tom Jobim                     | 3:57    |  |
| 6.             | "Serenata do adeus"             | Vinicius de Moraes            | 2:51    |  |
| 7.             | "Valsa de Eurídice"             | Vinicius de Moraes            | 3:47    |  |
| 8.             | "Modinha"                       | Vinicius de Moraes, Tom Jobim | 3:15    |  |
| 9.             | "Por toda minha vida"           | Vinicius de Moraes, Tom Jobim | 2:17    |  |
| 10.            | "Canção do amor demais"         | Vinicius de Moraes, Tom Jobim | 3:21    |  |
| 11.            | "Soneto da separação"           | Vinicius de Moraes, Tom Jobim | 3:23    |  |
| 12.            | "Se todos fossem iguais a você" | Vinicius de Moraes, Tom Jobim | 2:58    |  |
| Duração total: | Duração total:                  | Duração total:                | 38:00   |  |

## Recepção

### Crítica
O jornalista e crítico musical Mauro Ferreira, escreveu em seu blog no G1: "se por um lado o disco pode soar antigo ou mesmo previsível, por outro soa absolutamente sublime porque tudo em Nana, Tom, Vinicius é de qualidade excepcional que se conservará eternamente brilhante, acima dos padrões musicais de todas as épocas", dando cinco estrelas para o álbum.

#### Prêmios
O álbum foi indicado para a vigésima segunda edição do Grammy Latino, sendo indicado ao Grammy Latino de Álbum do Ano. O vencedor da noite foi o disco do músico panamenho Rubén Blades, com o trabalho Salswing!.
| Ano  | Premiação     | Categoria                     | Recipiente(s)       | Resultado | Ref.   |
| ---- | ------------- | ----------------------------- | ------------------- | --------- | ------ |
| 2021 | Grammy Latino | Grammy Latino de Álbum do Ano | Nana, Tom, Vinicius | Indicado  | [ 16 ] |

## Músicos
- Dori Caymmi, violão;
- Jorge Helder, baixo;
- Jurim Moreira, bateria;
- Itamar Assiere, piano;
- Daniel Allain, flauta;
- Teco Cardoso, flauta.